# James Patterson
James Patterson (Newburgh, 22 marzo 1947) è uno scrittore statunitense.

## Carriera
Considerato uno dei più importanti autori di thriller del nostro tempo, è noto in particolar modo per le serie di Alex Cross, Le donne del club omicidi, Maximum Ride, Michael Bennett, Daniel X, Witch & Wizard, NYPD Red e la serie Private. Scrive anche, spesso avvalendosi della collaborazione di altri scrittori, libri romantici come Domeniche da Tiffany, Matrimonio a sorpresa, Il diario di Suzanne o A Jennifer con amore. Ha scritto anche serie per ragazzi come Scuola Media. Ha raggiunto la fama internazionale soprattutto a partire dal 1993 con la pubblicazione di Ricorda Maggie Rose, che ha dato il via alla fortunata serie di Alex Cross. Nella sua carriera ha venduto oltre 400 milioni di copie dei suoi libri, divenendo lo scrittore più ricco del mondo.

## Opere

### SerieAlex Cross
1. Ricorda Maggie Rose (Along Came a Spider, 1993), Longanesi, 1993; Tea, 2003
2. Un bacio alle ragazze o Il collezionista (Kiss the Girls, 1995), come Un bacio alle ragazze, Baldini Castoldi Dalai, 1995, come Il collezionista, Longanesi, 1996; Tea, 1998
3. Jack & Jill (Jack & Jill, 1996), Longanesi, 1997; Tea, 1999
4. Gatto & topo (Cat and Mouse, 1997), Longanesi, 1998; Tea, 2000
5. Il gioco della Donnola (Pop Goes the Weasel, 1999), Longanesi, 2001; Tea, 2002
6. Mastermind (Roses are Red, 2000), Longanesi, 2002; Tea, 2003
7. Ultima mossa (Violets are Blue, 2001), Longanesi, 2001; Tea, 2005
8. Il caso Bluelady (Four Blind Mice, 2002), Longanesi, 2006; Tea, 2008
9. La tana del lupo (The Big Bad Wolf, 2003), Longanesi, 2007; Tea, 2008
10. Ultimo avvertimento (London Bridges, 2004), Longanesi, 2008; Tea, 2009
11. Sulle tracce di Mary (Mary, Mary, 2005), Longanesi, 2009; Tea, 2010
12. La memoria del killer (Cross, 2006), Longanesi, 2010; Tea, 2011
13. Il regista di inganni (Double Cross, 2007), Longanesi, 2011; Tea, 2012
14. L'istinto del predatore (Cross Country, 2008), Longanesi, 2012; Tea, 2013
15. Alex Cross's Trial, 2009 (con Richard DiLallo)
16. Il segno del male (I, Alex Cross, 2009), Longanesi, 2013; Tea, 2014
17. Il ritorno del killer (Cross Fire, 2010), Longanesi, 2014
18. Uccidete Alex Cross (Kill Alex Cross, 2011), Longanesi, 2015
19. Buone feste, Alex Cross (Merry Christmas, Alex Cross, 2012), Longanesi, 2015
20. Corsa verso l'inferno (Alex Cross, Run, 2013), Longanesi, 2016
21. Punto debole (Cross My Heart, 2013), Longanesi, 2017
22. Il cuore dell'assassino (Hope to Die, 2014), Longanesi, 2018
23. Qualcosa di personale (Cross Justice, 2015), Longanesi, 2019
24. Qualcuno ucciderà (Cross the Line, 2016), Longanesi, 2020
25. Kill Cross (Cross Kill, 2016), TEA 2017 [BOOKSHOTS]
26. Buonanotte, dottor Cross (Detective Cross, 2016) (TEA 2017) [BOOKSHOTS]
27. Processo ad Alex Cross (The People vs. Alex Cross, 2017), Longanesi, 2021
28. Bersaglio Alex Cross (Target: Alex Cross, 2018), Longanesi 2022
29. Nel cerchio del male (Criss Cross, 2019), Longanesi 2023
30. Morte in Alabama (Deadly Cross, 2020), Longanesi 2024
31. Fear No Evil, 2021
32. Triple Cross, 2022
33. Cross Down, 2023

### SerieLe donne del club omicidi
1. Primo a morire (1st to Die, 2001), Longanesi, 2003; Tea, 2004.
2. Seconda chance (con Andrew Gross) (2nd Chance, 2002), Longanesi, 2004; Tea, 2006; Tea, 2018.
3. Terzo grado (con Andrew Gross) (3rd Degree, 2004), Longanesi, 2005; Tea, 2007.
4. Le donne del club omicidi (con Maxine Paetro) (4th of July, 2005), Longanesi, 2006; Tea, 2008.
5. Qualcuno morirà (con Maxine Paetro) (The 5th Horseman, 2006), Longanesi, 2007; Tea, 2009.
6. Il sesto colpo (con Maxine Paetro) (The 6th Target, 2007), Longanesi, 2008; Tea, 2010.
7. Il settimo inferno (con Maxine Paetro) (7th Heaven, 2008), Longanesi, 2009; Tea, 2011.
8. L'ottava confessione (con Maxine Paetro) (The 8th Confession, 2009), Longanesi, 2010; Tea, 2012.
9. Senza appello (con Maxine Paetro) (The 9th Judgement, 2010), Longanesi, 2011; Tea, 2013.
10. La cerimonia (con Maxine Paetro) (10th Anniversary, 2011), Longanesi, 2012; Tea, 2014.
11. L'undicesima ora (con Maxine Paetro) (11th Hour, 2012), Longanesi, 2013; Tea, 2014.
12. Le testimoni del club omicidi (con Maxine Paetro) (12th of Never, 2013), Longanesi.
13. La tredicesima vittima (con Maxine Paetro) (Unlucky 13, 2014), Longanesi, 2016.
14. Peccato mortale (con Maxine Paetro) (14th Deadly Sin, 2015), Longanesi, 2017.
15. Tradimento finale (con Maxine Paetro) (15th Affair, 2016), Longanesi, 2018.
  - Il Processo (con Maxine Paetro) (Women's Murder Club: The Trial, 2016), Tea, 2017. [BOOKSHOTS]
16. La seduzione del male (con Maxine Paetro) (16th Seduction, 2017) .
  - Women's Murder Club: The Medical Examiner, 2017. [BOOKSHOTS]
17. L'ultimo sospettato (con Maxine Paetro) (The 17th Suspect, 2018), Longanesi, 2020
18. L'enigma del rapitore (con Maxine Paetro) (18th Adbuction, 2019) Longanesi, 2021.
19. Il seme del terrore (con Maxine Paetro) (19th Christmas, 2019) Longanesi, 2022.
20. Il giorno della giustizia (con Maxine Paetro) (20th Victim, 2020) Longanesi 2022.
21. Compleanno di sangue (con Maxine Paetro) (21st Birthday, 2021) Longanesi 2024.
22. Se parli muori (con Maxine Paetro)(22 Seconds, 2021) Longanesi 2025.

### SerieMichael Bennett
1. Il negoziatore (con Michael Ledwidge) (Step on a Crack, 2007), Longanesi, 2011; Tea, 2012.
2. Il maestro (con Michael Ledwidge) (Run for Your Life, 2009), Longanesi, 2012; Tea, 2013.
3. Il rapitore (Worst Case, 2010) (con Michael Ledwidge), Longanesi, 2013; Tea, 2014.
4. Conto alla rovescia (con Michael Ledwidge) (Tick Tock, 2011), Longanesi, 2014.
5. Il prigioniero (con Michael Ledwidge) (I, Michael Bennett, 2012), Longanesi, 2015.
6. L'Evaso (con Michael Ledwidge) (Gone, 2013), Longanesi, 2016.
7. Chi soffia sul fuoco (con Michael Ledwidge) (Burn, 2014), Longanesi, 2017.
8. New York Codice Rosso (con Michael Ledwidge) (Alert, 2015), Longanesi, 2019.
9. Al centro del mirino (con Michael Ledwidge) (Bullseye, 2016), Longanesi, 2020.
10. La caccia (con Michael Ledwidge) (Chase, 2016), Longanesi, 2017.[BOOKSHOTS]
11. La foresta del male, (con James O. Born) (Haunted, 2017) Longanesi, 2022
12. Facciamo un gioco?: Fin dove sei disposto a spingerti? (con James O.Born) (Let's play make believe, 2017). [BOOKSHOTS] TEA, 2017
13. Omicidio a Manhattan (con James O. Born) (Ambush, 2018) Longanesi, 2023
14. Obsessed (con James O. Born), 2023

### SerieHarriet Blue
1. Never Never, 2016 (con Candice Fox).
2. Fifty Fifty, 2017 (con Candice Fox).
3. Liar Liar, 2018 (con Candice Fox).
4. Hush Hush, 2019 (con Candice Fox).

### SeriePrivate
1. Private (con Maxine Paetro) (Private, 2010), Longanesi, 2011; Tea, 2012 (Jack Morgan libro 1).
2. Private London, 2011 (con Mark Pearson) (Private London libro 1).
3. Il sospettato (con Maxine Paetro) (Private: #1 Suspect, 2012), Longanesi, 2015; Tea, 2016 (Jack Morgan libro 2).
4. Private Games (Private Games, 2012) (con Mark Sullivan), Longanesi, 2012; Tea, 2013 (Private London libro 2).
5. Private Berlin, 2013 (con Mark Sullivan) (Private Berlin libro 1).
6. Private L.A., 2014 (con Mark Sullivan) (Jack Morgan libro 3).
7. Private Down Under, 2014 (con Michael White) (Private Down Under libro 1).
8. Private India, 2014 (con Ashwin Sanghi) (Jack Morgan libro 4).
9. Private Vegas, 2015 (con Maxine Paetro) (Jack Morgan libro 5).
10. Private Roma, 2015 (con Alan D. Altieri) (Private Roma libro 1).
11. The Games [also known as Private Rio], 2016 (con Mark Sullivan).
12. Private India: City on Fire, 2016 (con Ashwin Sanghi).
13. [2015 as Private Sydney]. Private: Missing, 2016 (con Kathryn Fox).

### SerieNYPD Red
1. New York allarme rosso, (con Marshall Karp) (NYPD Red, 2012), Longanesi 2023
2. Assassinio a Central Park, (con Marshall Karp) (NYPD Red 2, 2014), Longanesi 2024
3. NYPD Red 3, 2015 (con Marshall Karp)
4. NYPD Red 4, 2016 (con Marshall Karp)

### Serie Instinct
1. Instinct (con Howard Roughan) (Murder Games, o Instinct, 2017), Longanesi, 2019
2. Killer Instinct (2019), con Howard Roughan
3. Steal (2022), conHoward Roughan

### Bookshots
Collana dedicata ai non lettori: libri brevi (meno di 150 pagine) focalizzati su trame avvincenti, venduti al prezzo molto competitivo di 5 dollari l'uno e distribuiti su canali di vendita inusuali, per raggiungere anche chi non è solito entrare in libreria.
- Kill Cross (Cross Kill, 2016), [Thriller con Alex Cross] Tea, 2017
- Il processo (con Maxine Paetro) (Women's Murder Club: The Trial, 2016), [Thriller con Le Donne del Club Omicidi] Tea, 2017
- Women's Murder Club: The Medical Examiner, 2017.
- La caccia (con Michael Ledwidge) (Manhunt, 2017)  [Thriller con Michael Bennet], Tea, 2017
- La preda ( con Andrew Holmes) (Chase, 2016) [Thriller con David Shelley], Tea, 2017
- Facciamo un gioco? (con James O. Born) (Let's play make believe, 2016), Tea, 2017
- 113 minuti  (con Max DiLallo) (113 Minutes, 2016), Tea, 2017
- Killer Chef  (con Jeffrey J. Keyes) (Killer Chef, 2016), Tea, 2017
- Detective Blue (con Candice Fox) (Black & Blue, 2016) [Thriller con Harriet Blue,] Tea, 2017
- Non fidarti di nessuno (con Shan Serafin) (Come And Get Us, 2016), Tea, 2017
- So che mi stai guardando (con Duane Swierczynski) (The Shut-In, 2017) Tea, 2017
- Buonanotte, Dottor Cross (Detective Cross, 2016), [Thriller con Alex Cross] Tea, 2017
- Private Gold (con Jassy Mackenzie) (Private Gold, 2016) [Thriller della Private Investigation] Tea, 2017

### Romanzi singoli
- Una coppia pericolosa (Season of the machete, 1977), Tre60, 2018
- Il club di mezzanotte (The Midnight Club, 1988), Sperling & Kupfer, 1993; Tea, 2001
- Miracolo alla diciassettesima buca (con Peter De Jonge) (Miracle on the 17th Green, 1996), Tea, 2005
- Salto mortale (See How They Run, 1997 precedentemente The Jericho Commandment, 1977)
- Quando soffia il vento (When the Wind Blows, 1998), Longanesi, 1999; Tea
- Mercato nero (Black Friday, 2000 precedentemente Black Market, 1986), Vallardi
- Virgin (Cradle & All, 2000 precedentemente Virgin, 1980) (Tre60, 2015)
- Il diario di Suzanne (Suzanne's Diary for Nicholas, 2001), Corbaccio, 2002; Tea, 2004
- La casa degli inganni (con Peter De Jonge) (The Beach House, 2002), Longanesi, 2004; Tea, 2006
- Il giullare (con Andrew Gross) (The Jester, 2003), Corbaccio, 2003; Tea, 2005
- A Jennifer con amore (Sam's Letters to Jennifer, 2004), Corbaccio, 2004; Tea, 2006
- Giochi pericolosi (con Howard Roughan)(Honeymoon, 2005), Longanesi, 2005
- Prova d'innocenza (Lifeguard, 2005), Tre60, 2019
- Judge and Jury, 2006) (con Andrew Gross)
- Una sola notte (con Michael Ledwidge) (The Quickie, 2007), Tre60, 2012; Tea, 2013
- Beach road, (con Peter De Jonge) (Beach road, 2006), Tre60, 2023
- You've Been Warned, 2007) (con Howard Roughan)
- Domeniche da Tiffany (con Gabrielle Charbonnet) (Sundays at Tiffany's, 2008), Corbaccio, 2008; Tea, 2009
- Come una tempesta (con Howard Roughan) (Sail, 2008), Longanesi, 2008; Tea, 2009
- Bikini (con Maxine Paetro) (Swimsuit, 2009), Longanesi, 2009; Tea, 2010
- Cartoline di morte (con Liza Marklund) (The Postcard Killers, 2010), Longanesi, 2010; Tea, 2011
- Altrimenti muori (con Howard Roughan) (Don't Blink, 2010), Longanesi, 2013; Tea, 2014
- Bloody Valentine, 2011 (con K.A. John)
- Toys, 2011  (con Neil McMahon)
- Una bugia quasi perfetta (con Michael Ledwidge) (Now You See Her, 2011), Tre60, 2021
- Boys Will Be Boys, 2011
- Kill Me If You Can, 2011 (con Marshall Karp)
- Matrimonio a sorpresa (con Richard DiLallo) (The Christmas Wedding), RCS, 2016
- Appuntamento fatale  (con David Ellis) (Guilty Wives, 2012), Tre60, 2024
- Zoo, 2012 (con Michael Ledwidge)
- Mistress, 2013 (con David Ellis)
- Luna di sangue (Second Honeymoon, 2013) (con Howard Roughan), Tre60, 2020
- Invisible, 2014 (con David Ellis)
- Il nostro amore è per sempre (con Emily Haystond) (First Love, 2014), Corbaccio, 2014
- Homeroom Diaries, 2014 (con Lisa Papademetriou)
- Non fidarti di nessuno (con Shan Serafin) (Come And Get Us, 2016), Tea, 2017 [BOOKSHOT]
- Il secondo marito (Hide & Seek, 2017) (Tre60, 2017)
- The Store (con Richard DiLallo) (The Store, 2011), Longanesi, 2017
- Il presidente è scomparso (con Bill Clinton, 2018) (The president is missing, 2018), Longanesi, 2018
- The Cornwalls are gone (con Brendan DuBois), Little, Brown and Company 2019
- La First Lady è scomparsa (The First Lady), (con Brendan DuBois), JBP Business, LLC 2019
- La figlia del presidente (con Bill Clinton) (The President's Daughter, 2020), Longanesi, 2021
- The Shadow (con Brian Sitts, Grand Central Publishing, 2021)
- The Noise: A Thriller (con J. D. Barker, 2021) (Little, Brown and Company, 2021)
- Gli ultimi giorni di John Lennon (con Casey Sherman & Dave Wedge) (The Last Days of John Lennon, 2020), Longanesi, 2021
- La stella di Nashville (con Dolly Parton) (Run, Rose, Run, 2022) Longanesi, 2022
- Death of the Black Widow, (con J. D. Barker, 2022)
- Trappola di sangue (con David Ellis) (The murder house, 2015), Longanesi, 2022
- Eruption [romanzo incompiuto di Michael Crichton, completato da Patterson e pubblicato postumo, 2024], Longanesi, 2022

### SerieConfessions
1. Confessions of a Murder Suspect, 2012) (con Maxine Paetro)
2. Confessions: The Private School Murders, 2013) (con Maxine Paetro)
3. Confessions: The Paris Mysteries, 2014) (con Maxine Paetro)
4. Confessions: The Murder of an Angel, 2015) (con Maxine Paetro)

### James Patterson True crime
1. All-American Murder, 2018 (con Mike Harvkey, Alex Abramovich)
2. Sporco ricco (con John Connolly e Tim Malloy) (Filthy Rich: The Shocking True Story of Jeffrey Epstein – The Billionaire’s Sex Scandal, 2017), Chiarelettere 2020

### SerieMaximum Ride
1. James Patterson, Maximum Ride. L'esperimento Angel, Nord, 2006  [2005], ISBN 978-88-429-1428-0. (James Patterson, The Angel Experiment, New York, Little, Brown and Company, 2005, ISBN 978-0-316-15556-4)
2. James Patterson, School’s Out—Forever, New York, Little, Brown and Company, 2006, ISBN 978-0-316-15559-5.(Maximum Ride. La scuola è finita, Nord, 2007)
3. James Patterson, Saving the World and Other Extreme Sports, New York, Little, Brown and Company, 2007, ISBN 978-0-316-15560-1.(Maximum Ride. Salvare il mondo e altri sport estremi, Nord, 2008)
4. James Patterson, The Final Warning, New York, Little, Brown and Company, 2008, ISBN 978-0-316-00286-8.(Maximum Ride. Il volo finale), Nord, 2009)
5. James Patterson, Max, New York, Little, Brown and Company, 2009, ISBN 978-0-316-00289-9.(Maximum Ride. Max, Nord, 2010)
6. James Patterson, Fang, New York, Little, Brown and Company, 2010, ISBN 978-0-316-03619-1.(Maximum Ride. Fang,, Nord, 2011)
7. James Patterson, Angel, New York, Little, Brown and Company, 2011, ISBN 978-0-316-03620-7.(Maximum Ride. Angel, Nord, 2012)
8. James Patterson, Nevermore, New York, Little, Brown and Company, 2012, ISBN 978-0-316-10184-4.(Maximum Ride. Nevermore, Nord, 2013)
9. James Patterson, Maximum Ride Forever, New York, Little, Brown and Company, 2015, ISBN 978-0-316-20750-8.(Maximum Ride. Forever, Nord, 2016)

### SerieMaximum Ride - Hawk
1. Hawk, (Hawk, 2020) con Gabrielle Charbonnet, Tre60, 2021
2. City of the Dead (2021), con Mindy McGinnis

### Serie Daniel X
1. Daniel X. Missione: vendetta(The Dangerous Days of Daniel X, 2008) (con Michael Ledwidge), Nord, 2011

### SerieWitch & Wizard
1. Il nuovo ordine (The lost, 2009), Longanesi, 2012
2. Il dono (The gift, 2010), Longanesi, 2013
3. Il fuoco (The fire, 2011), Longanesi, 2014
4. Il bacio (The kiss, 2013), Longanesi, 2015
5. La setta (The lost, 2015), Longanesi, 2016

### SerieScuola Media

#### Serie originale
1. Scuola Media. Gli anni peggiori della mia vita (con Chris Tebbetts), (Middle School, the Worst Years of my life, 2011), Salani, 2012
2. Scuola Media. Fatemi uscire di qui! (con Chris Tebbetts), (Get Me out of Here!, 2012), Salani, 2013
3. Scuola Media. Mio fratello le spara grosse (con Lisa Papademetrioli), (My Brother Is a Big, Fat Liar, 2013), Salani, 2014)
4. Scuola Media. Come sono sopravvissuto all'estate (con Chris Tebbetts), (How I Survived Bullies, Broccoli and Snake Hill, 2013), Salani, 2014
5. Scuola Media. Salvate Rafe! (con Chris Tebbetts), (Save Rafe!, 2014), Salani, 2014
6. Scuola Media. La mia solita sfortuna (con Chris Tebbetts), (Just my Rotten Luck, 2015), Salani, 2015
7. Scuola Media. I cani mi adorano! (con Chris Tebbetts), (Dog's Best Friend, 2016), Salani, 2017
8. Scuola Media. Fuga in Australia (con Chris Tebbetts), (Escape to Australia, 2017), Salani, 2018
9. Scuola Media. Dalle stelle alle stalle (con Chris Tebbetts), (From Zero to Hero, 2018), Salani, 2020
10. Scuola Media. Sorelle, disastri e rock'n'roll (con Chris Tebbetts), (Born to Rock, 2019), Salani, 2021

#### Serie apocrifa
1. Una storia di Scuola Media. SuperFantastico me!, (con Chris Grabenstein, illustrato da Laura Park) (I Even Funnier: A Middle School Story, 2013), Salani 2015
2. Una storia di Scuola Media. Divertentissimo me! (I Funny: A Middle School Story, 2015), Salani 2015
3. Una storia di Scuola Media. Tutti pazzi per me! (con Chris Grabenstein), (I Totally Funniest, 2015),  Salani, 2016
4. Una storia di Scuola Media. Divertentissimo me! In Tv (I Funny TV: A Middle School Story, 2015), Salani 2017
5. Una storia di Scuola Media. Divertentissimo me! non ci resta che ridere (I Funny School of Laughs: A Middle School Story, 2017), Salani 2018

### Serie Cacciatori di tesori
1. Cacciatori di tesori (Treasure Hunters, 2013), (con Chris Grabenstein e Mark Shulman, illustrato da Juliana Neufeld), Salani, 2016
2. Cacciatori di tesori: Pericolo sul Nilo (Danger Down the Nile, 2014), (con Chris Grabenstein, illustrato da Juliana Neufeld), Salani, 2016
3. Cacciatori di tesori: la città proibita (Secret of the Forbidden City, 2015), (con Chris Grabenstein, illustrato da Juliana Neufeld), Salani, 2017
4. (Peril at the Top of the World, 2016), (con Chris Grabenstein, illustrato da Juliana Neufeld),
5. (Quest for the City of Gold, 2017),(con Chris Grabenstein, illustrato da Juliana Neufeld),
6. (All-American Adventure, 2019), (con Chris Grabenstein, illustrato da Juliana Neufeld),
7. (The Plunder Down Under, 2020), (con Chris Grabenstein, illustrato da Juliana Neufeld),

### Serie Fratello Robot
1. Fratello Robot (House of Robots, 2014) (con Chris Grabenstein), Salani, 2015
2. Fratello Robot - fuori di testa (Robots Go Wild!, 2015) (con Chris Grabenstein), Salani, 2017
3. Fratello Robot - la guerra dei bulloni (Robot Revolution!, 2017), (con Chris Grabenstein), Salani, 2017

### Serie Jacky Ha-Ha
1. Jacky Ha-Ha (Jacky Ha-Ha, 2016), (con Chris Grabenstein, illustrazioni di Kerascoët), Salani, 2017
2. Jacky Ha-Ha: la vita è un gioco da ragazze (Jacky Ha-Ha: My Life is a Joke, 2017), (con Chris Grabenstein, illustrazioni di Kerascoët), Salani, 2018

### Serie Dog diaries
1. Il diario di Junior (Dog Diaries, 2018), (con Steven Butler; illustrazioni di Richard Watson), Nord-Sud, 2021
2. Bau Natale: diario di una festa croccantina (Happy Howlidays!, 2018), (con Steven Butler), Nord-Sud, 2021
3. Mission Impawsible (2019), (con Steven Butler)

### Serie Max Einstein
1. Max Einstein: L'esperimento geniale (Max Einstein: The Genius Experiment, 2018), (con Chris Grabenstein), Salani 2019
2. Max Einstein: ribelli in missione (Max Einstein: Rebels With A Cause, 2019), (con Chris Grabenstein), Salani 2020
3. Max Einstein: salviamo il futuro! (Max Einstein: Saves the Future, 2020), (con Chris Grabenstein), Salani 2022

### Romanzi singoli
1. Best nerds forever: l'amicizia fa miracoli (Best nerds forever, 2021), (con Chris Grabenstein illustrato da Charles Santoso), Salani, 2022
2. Cuore di topo (Word of mouse, 2017) (con Chris Grabenstein, illustrazioni di Joe Sutphin), Salani, 2018

### Graphic novel
Diario di una fuggitiva (The Runaway's Diary, 2022) (con Emily Raymond, illustrazioni di Valeria Wicker) Garzanti, 2023 

## Filmografia
Numerose opere di James Patterson sono state trasposte in film o serie televisive:
- Child of Darkness, Child of Light (1991) - Film TV basato su Virgin
- Il collezionista (Kiss the Girls, 1997) - Film tratto da Il collezionista
- Miracle on the 17th Green (1999) - Film TV tratto da Miracolo alla diciassettesima buca
- Nella morsa del ragno - Along Came a Spider (Along Came a Spider, 2001) - Film tratto dal romanzo Ricorda Maggie Rose
- Caccia al killer (1st to Die) (2003) - Film TV tratto da Primo a morire
- Suzanne's Diary for Nicholas (2005) - Film TV
- Women's Murder Club (2007) - Serie televisiva basata sul ciclo delle donne del club omicidi
- The Dangerous Days of Daniel X (2010?) - Film tratto dal libro omonimo non ancora tradotto
- Domeniche da Tiffany (Sundays At Tiffany's) (2010) - Film tv tratto dal libro Domeniche Da Tiffany per il network Lifetime con la nota attrice Alyssa Milano
- Santa, Inc. (2011?) - Film tratto da SantaKid, libro per[3] ragazzi non ancora tradotto
- Alex Cross - La memoria del killer (2012) - Film tratto dal romanzo La memoria del killer
- When the Wind Blows (2012?) - Film tratto dal romanzo Quando soffia il vento
- Maximum Ride (2013?) - Film tratto dai primi tre libri della serie omonima.
- Zoo - serie televisiva del 2015 basata sull'omonimo libro scritto insieme a Michael Ledwidge.
- Instinct - serie televisiva del 2018, basata sull'omonima serie di libri scritta dal 2017 con Howard Roughan

Patterson ha interpretato se stesso, mentre gioca a carte con altri scrittori, nella serie TV americana Castle - Detective tra le righe, dove il personaggio protagonista, Rick Castle, è un affermato autore di libri gialli.